# Man of Steel (soundtrack)
Man of Steel är soundtracket till filmen med samma namn. Den släpptes den 11 juni 2013. Den exklusiva deluxe versionen av albumet innehåller sex bonusspår, med titlarna "Are You Listening, Clark?", "General Zod", "You Led Us Here", "This Is Madness!", "Earth" and "Arcade".
Hans Zimmer förnekade till en början rykten om att han skulle komponera musiken till filmen. Detta blev dock motbevisat i juni 2012, då det blev klart att Zimmer skulle skriva musiken till filmen. För att få Man of Steel att stå ut från de föregående filmerna, inkluderades inte stycket "Superman March" av John Williams. Musiken från den tredje trailern, med titeln "An Ideal of Hope", släpptes online den 19 april 2013. Denna musik var en kortare version av albumspåret "What Are You Going to Do When You Are Not Saving the World?". I slutet av april 2013, tillkännagavs den officiella spårlistan för den två-diskade deluxversionen.
Albumet möttes av ett positivt mottagande och det steg till plats #4 på iTunes under dess första vecka. Det kritiska mottagandet för musiken var emellertid blandad.
Soundtracket öppnade på plats 9 på Billboard 200 med 32,000 sålda kopior.

## Låtlista

### Standard edition
| 1.           | Look to the Stars                                           | 2:58  |
| 2.           | Oil Rig                                                     | 1:45  |
| 3.           | Sent Here for a Reason                                      | 3:46  |
| 4.           | DNA                                                         | 3:34  |
| 5.           | Goodbye My Son                                              | 2:01  |
| 6.           | If You Love These People                                    | 3:22  |
| 7.           | Krypton's Last                                              | 1:58  |
| 8.           | Terraforming                                                | 9:49  |
| 9.           | Tornado                                                     | 2:53  |
| 10.          | You Die or I Do                                             | 3:13  |
| 11.          | Launch                                                      | 2:36  |
| 12.          | Ignition                                                    | 1:19  |
| 13.          | I Will Find Him                                             | 2:57  |
| 14.          | This Is Clark Kent                                          | 3:47  |
| 15.          | I Have So Many Questions                                    | 3:47  |
| 16.          | Flight                                                      | 4:18  |
| 17.          | What Are You Going to Do When You Are Not Saving the World? | 5:27  |
| Total längd: | Total längd:                                                | 57:02 |

### Deluxe edition
- På den digitala versionen av deluxeversionen, visas "What Are You Going to Do When You Are Not Saving the World?" som det första spåret på andra skivan istället för sista spåret på den första skivan.

| 1.  | Look to the Stars                                           | 2:58 |
| 2.  | Oil Rig                                                     | 1:45 |
| 3.  | Sent Here for a Reason                                      | 3:46 |
| 4.  | DNA                                                         | 3:34 |
| 5.  | Goodbye My Son                                              | 2:01 |
| 6.  | If You Love These People                                    | 3:22 |
| 7.  | Krypton's Last                                              | 1:58 |
| 8.  | Terraforming                                                | 9:49 |
| 9.  | Tornado                                                     | 2:53 |
| 10. | You Die or I Do                                             | 3:13 |
| 11. | Launch                                                      | 2:36 |
| 12. | Ignition                                                    | 1:19 |
| 13. | I Will Find Him                                             | 2:57 |
| 14. | This Is Clark Kent                                          | 3:47 |
| 15. | I Have So Many Questions                                    | 3:47 |
| 16. | Flight                                                      | 4:18 |
| 17. | What Are You Going to Do When You Are Not Saving the World? | 5:27 |

| 1. | Man of Steel (Hans' Original Sketchbook) | Hans Zimmer       | 28:16 |
| 2. | Are You Listening, Clark?                | Zimmer            | 2:48  |
| 3. | General Zod                              | Zimmer, Junkie XL | 7:21  |
| 4. | You Led Us Here                          | Zimmer            | 2:59  |
| 5. | This Is Madness!                         | Zimmer, Junkie XL | 3:48  |
| 6. | Earth                                    | Zimmer            | 6:11  |
| 7. | Arcade                                   | Zimmer, Junkie XL | 7:25  |

Musik som var med i filmen och som inte fanns med i soundtracket.
| # | Titel           | Artist(er)                   |
| - | --------------- | ---------------------------- |
| 1 | "Ring of Fire"  | Allison Crowe                |
| 2 | "Seasons"       | Chris Cornell                |
| 3 | "The Long Walk" | Marco Beltrami, Buck Sanders |

## Personal

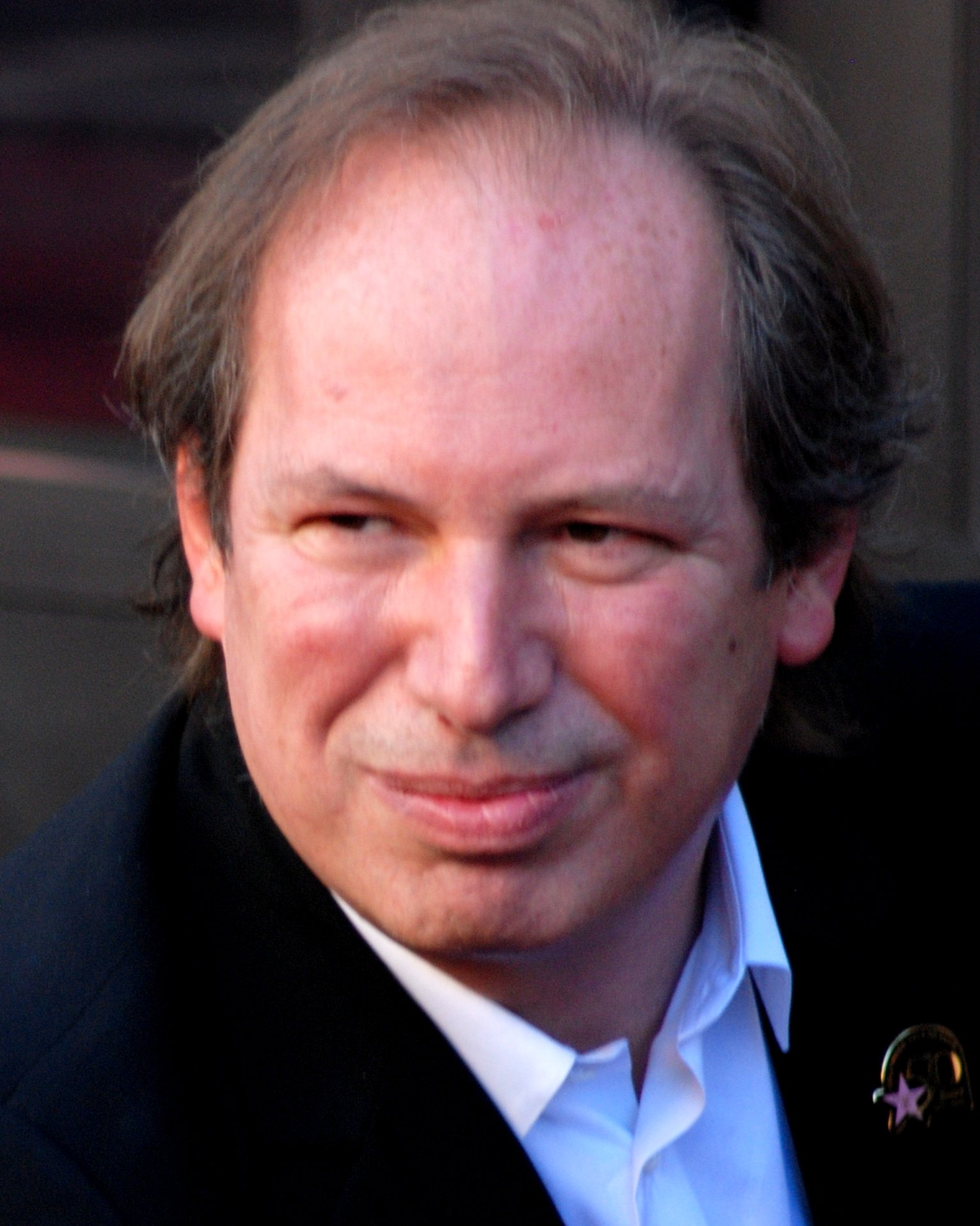
Hans Zimmer komponerade och producerade Man of Steel-soundtracket

| Primär artist - Hans Zimmer – kompositör, producent Produktion - Peter Asher – medproducent | Övrig musik - Tom Holkenborg – övrig musik - Atli Örvarsson – övrig musik - Andrew Kawczynski – övrig musik - Steve Mazzaro – övrig musik - Geoff Zanelli – övrig musik Övrig personal och inspelning - Mel Wesson – ambient music design - Czarina Russell – score coordinator - Steven Kofsky – music production services - Melissa Muik – music editor - Howard Scarr – synth programmer - Mark Wherry – digital instrument design - Alan Meyerson – music score mixing - Hilda "Thórhildur" Örvarsdóttir – vocals Orchestrators - Bruce Fowler - Elizabeth Finch - Kevin Kaska - Rick Giovinazzo Musiker - Martin Tillman - Ryeland Allison - Pharrell Williams - Ann Marie Calhoun - Bryce Jacobs |

## Kritiskt mottagande
Musiken blev snabbt populär bland fansen, men möttes av blandad reaktioner bland kritikerna. Flertalet var besvikna över musiken, då de ansåg den vara för repetitiv, enkelspårig och beroende av trummor, medan andra reagerade mer positivt.
Ann Hornday från The Washington Post, kallade i sin recension av filmen, musiken för "svulstig" och "överproducerad". 
Jonathan Broxton från Movie Music UK lovordade spåren "Flight" och "What are You Doing When You're Not Saving the World?" som albumets bästa låtar, men kritiserade bristen av utveckling av dessa teman och enkelheten i skrivandet, där han beskrev detta följande: "For [Superman] to be saddled with witless percussion, such predictable string writing, and such a simplistic and repetitive thematic statement is disappointing in the extreme."
Christian Clemmensen från Filmtracks.com avfärdade musiken som ett "minsta gemensamma nämnare"-försök, där han kritiserade den överdrivna användningen av slagverk över andra instrument, såsom träblås eller klockspel. Han sammanfattade det hela med följande: "Ultimately, Zimmer was right. He was the wrong man for this assignment".
James Southall från Movie Wave citerade bekymmer med musiken för övertro på en form av brasseffekt, vid namn "horn of doom" (blev populär genom musiken från Inception) och skrev följande: "Man of Steel – the film – may not have the ambition of Inception – but it still has its unique musical needs, and they’re just not satisfied."
Omvänt reagerade James Christopher Monger från Allmusic, som kallade musiken för följande: "grittier and darker than any of its predecessors, due in large part to Zimmer's proclivity for non-stop, thunderous percussion, though it retains enough goose bump-inducing moments to be called a proper Superman score, especially on the elegiac "Look to the Stars" and its soaring counterpart "What Are You Going to Do When You Are Not Saving the World?," both of which dutifully reflect the iconic superhero's propensity for both goodness and might". Chris McEneany från AVForums ansåg att Zimmer, trots sin överdrivna användning av trummor: "[came] up with a work that is blistering, beautiful, bold and, I have to say it, brilliant." Jørn Tillnes från Soundtrackgeek soundtracket en svärmade recension, där han sa följande: "The purists, the soundtrack geeks of old will no doubt hate this score and will use every ounce of their energy to bash it as nothing more than generic droning music. For the rest of us, I believe the new bold direction the Superman franchise is taking is both brilliant and brave. Superman deserves this score and so do you."